# Trachypus perplicatus
Trachypus perplicatus är en bladmossart som beskrevs av Hugh Neville Dixon 1943. Trachypus perplicatus ingår i släktet Trachypus och familjen Trachypodaceae. Inga underarter finns listade i Catalogue of Life.